# Kleinblittersdorf
Kleinblittersdorf (Kleinbliederstroff en français, Kläänblidaschdorf en sarrois) est une commune de la communauté régionale de Sarrebruck située dans le Land de Sarre en Allemagne.
La ville est jumelée à sa voisine française Grosbliederstroff, avec laquelle elle ne formait qu'une seule localité jusqu'à la fin du XVIe siècle : Bliederstroff (en allemand : Blittersdorf).

## Géographie

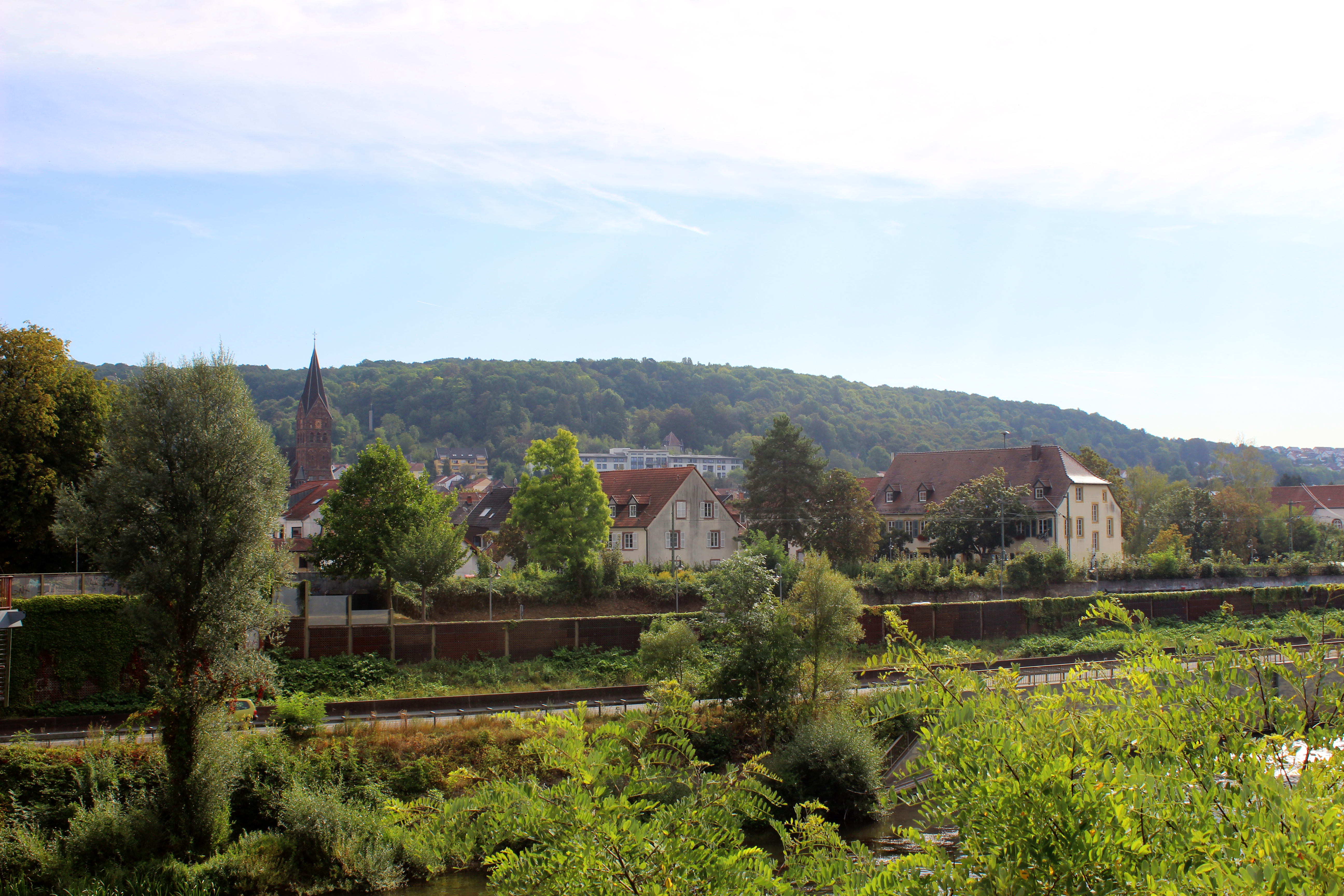
Vue depuis Grosbliederstroff.

Kleinbliederstroff est située à l'extrême sud-est de la communauté régionale de Sarrebruck ; au nord, elle est limitée par la capitale du Land, Sarrebruck, à l'est par la commune de Mandelbachtal de l'arrondissement de Sarre-Palatinat (Saarpfalz) et à l'ouest et au sud par la France et les communes de Grosbliederstroff, Sarreguemines et Blies-Guersviller.
S'agissant de la géographie physique, la localité est située au bord de la Sarre, rivière au-dessus de laquelle se trouve le pont de l'amitié franco-allemande qui conduit vers Grosbliederstroff.

### Quartiers
- Auersmacher
- Bliesransbach
- Kleinblittersdorf
- Rilchingen-Hanweiler
- Sitterswald

## Toponymie
Sous administration française : Kleinbliederstroff.
En sarrois : Blidderschdorf et Kläänblidaschdorf.

## Histoire

### Rattachements géographiques
- 843-855 : Francie médiane
- 855-925 : Lotharingie
- 925-953 : Francie orientale et duché de Lotharingie
- 959-1542 : Saint-Empire romain germanique et duché de Lorraine
- 1542-1766 : Duché de Lorraine (bailliage d'Allemagne puis de Sarreguemines)
- 1766-1781 : Royaume de France (grand-gouvernement de Lorraine-et-Barrois et bailliage de Sarreguemines)
- 1781-1792 : Saint-Empire romain germanique (Maison de Leyen)
- 1792-1815 : France
  - 1792-1797 : Guerre de la Première Coalition
  -  1797-1801 : République cisrhénane (département de la Sarre)
  -  1802-1804 : République française (département de la Sarre)
  -  1804-1814 : Empire français (département de la Sarre)
  -  1814-1815 : Royaume de France
- 1815-1918 : Royaume de Prusse (province de Rhénanie)
- 1920-1935 : Territoire du bassin de la Sarre (Saargebiet) administré par la Société des Nations
- 1935-1945 : Allemagne nazie (Marche de l'Ouest)
- 1945-1947 : Allemagne sous administration alliée
- 1947-1956 : Protectorat de Sarre
- depuis le 1er janvier 1957 : République fédérale d'Allemagne (Land de Sarre)

## Politique et administration

### Liste des maires
| Période                                  | Période  | Identité           | Étiquette | Qualité |
| ---------------------------------------- | -------- | ------------------ | --------- | ------- |
| 1968                                     | 1983     | Robert Jeanrond    |           | NC      |
| 1987                                     | 1992     | Robert Jeanrond    |           | NC      |
| ?                                        | 2001     | Günther Brettar    | SPD       | NC      |
| 2004                                     | 2020     | Stephan Strichertz | SE        | NC      |
| 2020                                     | En cours | Rainer Lang        | SPD       | NC      |
| Les données manquantes sont à compléter. |          |                    |           |         |

### Jumelages
Kleinblittersdorf est jumelée avec les villes suivantes :
- Grosbliederstroff (France)
- Sucé-sur-Erdre (France)

## Personnalités liées à la ville
- Manfred Pohl (1944-), économiste né à Bliesransbach.